# A Dead Poem
A Dead Poem è il quarto album in studio del gruppo musicale Rotting Christ, pubblicato il 1997 dalla Century Media Records.

## Tracce
1. "Sorrowfull Farewell" – 4:52
2. "Among Two Storms" – 4:09
3. "A Dead Poem" – 4:08
4. "Out of Spirits" – 4:06
5. "As If by Magic" – 5:51
6. "Full Colour Is the Night" – 4:47
7. "Semigod" – 4:39
8. "Ten Miles High" – 4:34
9. "Between Times" – 5:03
10. "Ira Incensus" – 5:16

## Formazione
- Sakis “Necromayhem” Tolis - voce, chitarra, basso, testi
- Themis “Necrosauron” Tolis - batteria, voce